# Coelioxys foersteri
Coelioxys foersteri là một loài Hymenoptera trong họ Megachilidae. Loài này được Morawitz mô tả khoa học năm 1871.